# 4610 Kajov
4610 Kajov је астероид главног астероидног појаса са средњом удаљеношћу од Сунца која износи 2,401 астрономских јединица (АЈ).
Апсолутна магнитуда астероида је 12,9.